# Goldstirnsittich
Der Goldstirnsittich (Eupsittula aurea, Syn.: Aratinga aurea) ist eine südamerikanische Papageienart. In einer Aufarbeitung der „Systema Naturæ“ durch Johann Friedrich Gmelin in den Jahren 1788 bis 1793 wird unter anderem der Goldstirnsittich vermutlich erstmals erwähnt. Die Art wurde lange Zeit den Keilschwanzsittichen (Aratinga) zugeordnet. Mittlerweile wird sie aufgrund molekulargenetischer Studien jedoch in die Gattung Eupsittula gestellt.

## Merkmale
Die Körperlänge des Goldstirnsittich beträgt 26 cm. Er ist ein kleiner, grüner Keilschwanzsittich mit schwarzem Schnabel. Stirn und vorderer Oberkopf sind gelb-orangefarben, der Hinterkopf matt blau. Der Augenring ist von Federn bedeckt. Kehle, Wangen und Brust sind blass bräunlich oliv. Die nicht anerkannte, größere Unterart Eupsittula aurea major unterscheidet sich kaum von Eupsittula aurea aurea Cherrie & Reichenberger, 1923. Sie ist geringfügig dunkler grün und der gelb-orangefarbe Bereich an Stirn und vorderem Oberkopf ist blasser.
Goldstirnsittiche zeigen keinen Geschlechtsdimorphismus. Jungvögel sind flauer gefärbt, ihr blass grauer Augenring ist nicht von Federn bedeckt.

## Verbreitung
Das Verbreitungsgebiet des Goldstirnsittichs reicht von Süd-Suriname und vom äußersten Nordosten Brasiliens nach Süden bis in das östliche Bolivien, das südöstliche Peru und in den Nordwesten Argentiniens. Entlang einer geografischen Achse nach Südwesten nimmt die Größe der Art zu. Das Verbreitungsgebiet der möglichen Unterart Eupsittula aurea major ist nicht eindeutig bestimmt, Sichtungen gibt es aus dem nördlichen Paraguay.

## Lebensraum und Lebensweise
Der Goldstirnsittich bevorzugt offene Wälder, Parzellen von Nutzwald, Weideland und Buschland mit niedriger Vegetation bis in Höhen bis 600 m. Er lebt paarweise oder in kleinen Gruppen bis 8 Vögel. Sein Futter sucht er in hohem Gras, in Büschen, in niedrigen Bäumen und in den Kronen von Bäumen am Rand von Grasland. Oft frisst er am Boden.

## Gefährdung und Schutz
Die International Union for Conservation of Nature and Natural Resources (IUCN) stuft den Goldstirnsittich auf Grund des sehr großen Verbreitungsgebietes und des anscheinend stabilen Bestandes als nicht gefährdet (Least Concern, LC) ein. Er ist im Washingtoner Artenschutzübereinkommen (CITES) im Anhang II und in der EG-Verordnung 709/2010 [EG] im Anhang B gelistet und besonders geschützt nach Bundesnaturschutzgesetz [BG] (Status::b).

## Etymologie und Forschungsgeschichte
Die Erstbeschreibung des Goldstirnsittichs erfolgte 1788 durch Johann Friedrich Gmelin unter dem Namen Psittacus aureus. Als Verbreitungsgebiet gab er Brasilien an. 1853 führte Charles Lucien Jules Laurent Bonaparte die für die Wissenschaft neue Gattung Eupsittula ein. Dieser Begriff leitet sich von dem altgriechischen Wort ευ eu für „fein“ und ψιττακη psittakē bzw. lateinisch psitta ‚kleiner Papagei‘ ab. Der Artname aurea hat seinen Ursprung in lateinisch aureus, aurum ‚golden, Gold‘. Schließlich leitet sich major von lateinisch maior, maioris, magnus ‚größer, groß‘ ab. Alfred Laubmann war in seinem Werk Die Vögel von Paraguay der Meinung, dass E. a. major eine auf Paraguay beschränkte Unterart sei, die eine längere Flügellänge aufweise.